# Catherine Douglas
Catherine Douglas, in seguito soprannominata Kate Barlass (fl. XV secolo), è stata una cameriera di Giovanna Beaufort, consorte di re Giacomo I di Scozia, che cercò di difendere la coppia reale durante una cospirazione.
Secondo la leggenda il 20 febbraio 1437, durante la permanenza del re Giacomo I di Scozia nel monastero dei Frati Predicatori di Perth, un gruppo di cospiratori, guidati da sir Robert Graham, si recò nella stanza in cui dormivano il re e la regina per uccidere il re. Il ciambellano, implicato nell'intrigo, aveva tolto la sicura alla porta della stanza in modo da permettere agli aggressori di entrare. Catherine Douglas, prima servitrice della regina, per impedire l'ingresso agli assassini, sbarrò la porta col suo braccio, ma quelli forzarono la porta rompendole l'arto.
Da questo episodio derivò a Catherine Douglas il soprannome di Barlass (letteralmente: ragazza della sbarra).
Dante Gabriel Rossetti scrisse un poema nel 1881 intitolato La tragedia del re, in cui narrò la storia di Catherine Douglas. Il poema contiene la frase "Catherine, sorveglia la porta" da cui deriva la frase idiomatica inglese Katy, spranga la porta, che si usa come avvertimento dell'approssimarsi di probabili guai.